# Retenue douanière
La retenue douanière est une procédure de détention temporaire en droit français.
La retenue douanière est l'équivalent approximatif de la garde à vue. Elle est décrite à l'article 323-1 à  323-11 du code des douanes national. Elle est prononcée par un fonctionnaire des Douanes, généralement de la branche surveillance (en tenue d'uniforme), uniquement en présence d'un délit douanier puni d'une peine d'emprisonnement (et non d'une contravention douanière) et en cas de flagrance. Cela inclut par exemple le transport d'armes à feu, de produits stupéfiants, de marchandises contrefaisantes ou exceptionnellement dans le cadre d'une enquête pour blanchiment douanier.
La durée de la retenue douanière ne peut excéder 24 heures - sauf prolongation du procureur -, et s'impute ensuite sur le temps de garde à vue réalisée par le service national de la douane judiciaire, les services de la police ou de la gendarmerie, puisqu'à l'issue de la retenue douanière la personne peut être laissée libre de ses mouvements ou remise aux services de police judiciaire. Les personnes retenues ne pouvaient pas recevoir l'assistance d'un avocat.(article 323 du code des douanes national). Par décision du 22 septembre 2010, le Conseil constitutionnel a déclaré inconstitutionnelle cette disposition (3° article 323 CDN), permettant désormais aux personnes retenues d'être assistées d'un avocat (applicable à compter du 1er juillet 2011).
(comme au sujet de la garde à vue en France, décision du Conseil constitutionnel du 30 juillet 2010)[style à revoir].
Un fonctionnaire des douanes est chargé de tenir à jour un registre relatant le déroulement de la retenue. Il est obligatoire de lui proposer un médecin. Il est indiqué si la personne a souhaité se restaurer ou voir un médecin. La personne retenue pourvoit à sa nourriture si elle dispose de l'argent nécessaire, l'État la prend en charge dans le cas contraire. Il en est de même pour la consultation éventuelle d'un médecin.
L'hospitalisation d'une personne mise en retenue douanière peut faire cesser celle-ci, si un médecin déclare que l'état du malade est incompatible avec la poursuite de la retenue.